# Aneflomorpha hovorei
Aneflomorpha hovorei är en skalbaggsart som beskrevs av Chemsak och Noguera 2005. Aneflomorpha hovorei ingår i släktet Aneflomorpha och familjen långhorningar. Inga underarter finns listade i Catalogue of Life.